# Tir fédéral de 1863 à La Chaux-de-Fonds
Le Tir fédéral de 1863 à La Chaux-de-Fonds est une fête sportive de tir et un évènement patriotique suisse qui a lieu du 12 au 22 juillet 1863 dans les Montagnes neuchâteloises.
Dans le contexte neuchâtelois de l'époque, l'organisation d'un tir fédéral est perçu comme la marque de l'attachement du nouveau canton de Neuchâtel républicain à l'État fédéral suisse.

## Contexte
Des fêtes de tir patriotiques — appelées tirs fédéraux au 19e siècle — sont organisées en Suisse depuis 1824 à Aarau. Ces tirs fédéraux sont des évènements ponctuels qui sont organisés régulièrement par des sociétés de tir locales. Ces fêtes se sont considérablement développées dans la Suisse de la Régénération comme des contre-manifestations libérales (puis radicales) dans une Suisse encore conservatrice,.
Après la construction de l’État fédéral en 1848, le but de ces fêtes est d’amener et de consolider l’amour de la Patrie dans le cœur des diverses populations qui forment la nouvelle Confédération (comme Willensnation).

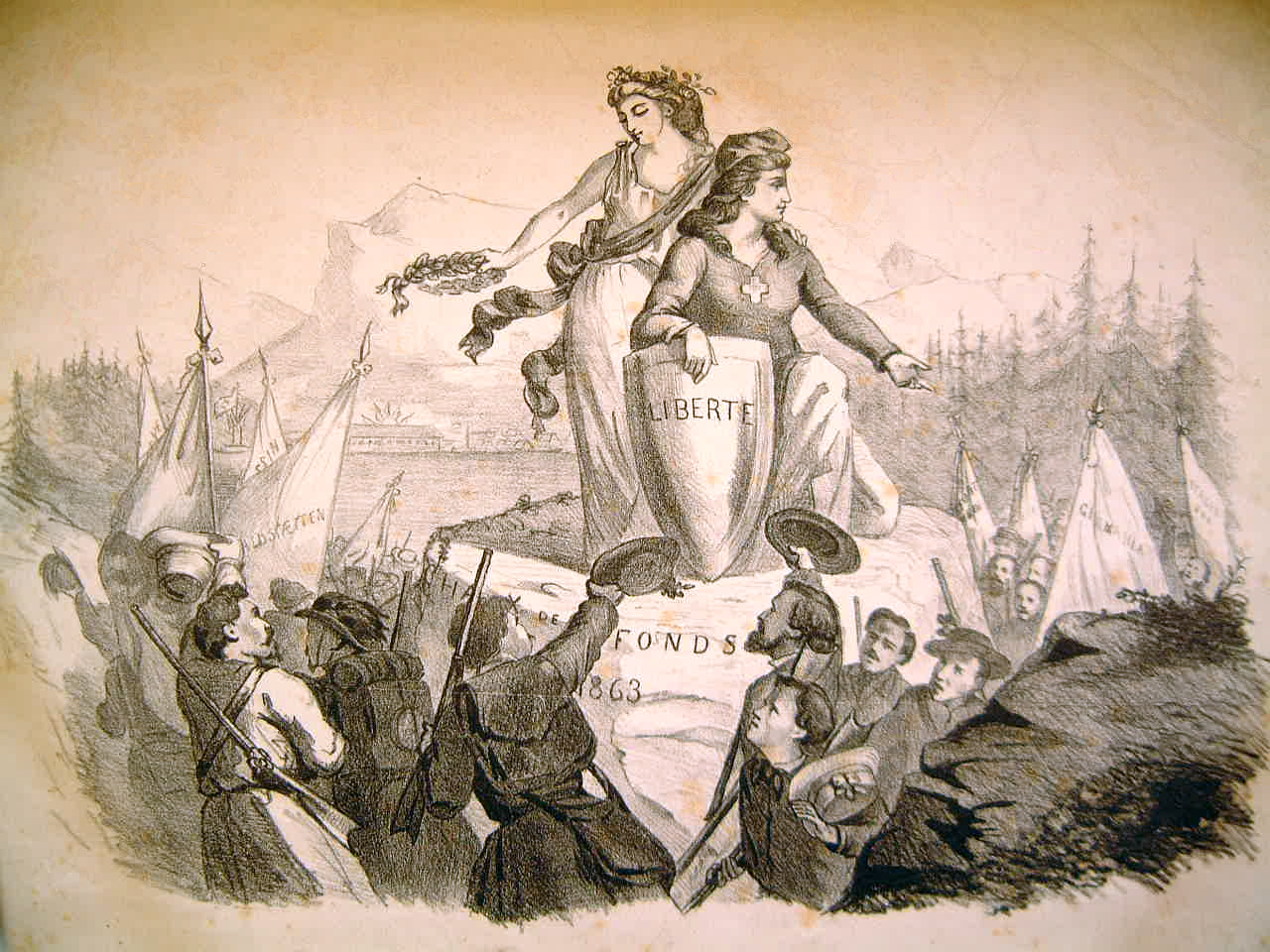
Accueil des tireurs à La Chaux-de-Fonds.

Depuis la révolution neuchâteloise de 1848 et l’avènement de la République, le jeune canton de Neuchâtel est reconnu comme pleinement suisse, mais doit faire face à des dissensions entre radicaux et ex-royalistes. En 1856, soit sept ans avant l’ouverture du tir, les partisans de Frédéric-Guillaume IV, roi de Prusse et ancien souverain de la Principauté de Neuchâtel, avaient tenté un coup d’État contre les institutions républicaines. Cette « affaire de Neuchâtel » ne s’était résolue que par la médiation de la France en mai 1857 et par l’exil des principaux agitateurs. Lors des élections cantonales de 1862, les radicaux – les « rouges » – considèrent toujours leurs adversaires politiques plus conservateurs – les « verts » – comme des reliquats des forces royalistes et se font les champions d’un républicanisme « à la Suisse ».
Après les grandes villes protestantes du Plateau suisse, c’est au tour des radicaux de Stans, petite ville de la Suisse primitive, de rallier les conservateurs catholiques à l’idéologie républicaine lors du Tir fédéral de 1861, puis, en 1863, le tir fédéral fait halte à La Chaux-de-Fonds, grand « village » horloger du Jura neuchâtelois situé à mille mètres d’altitude,.

## Organisation (1862-1863)

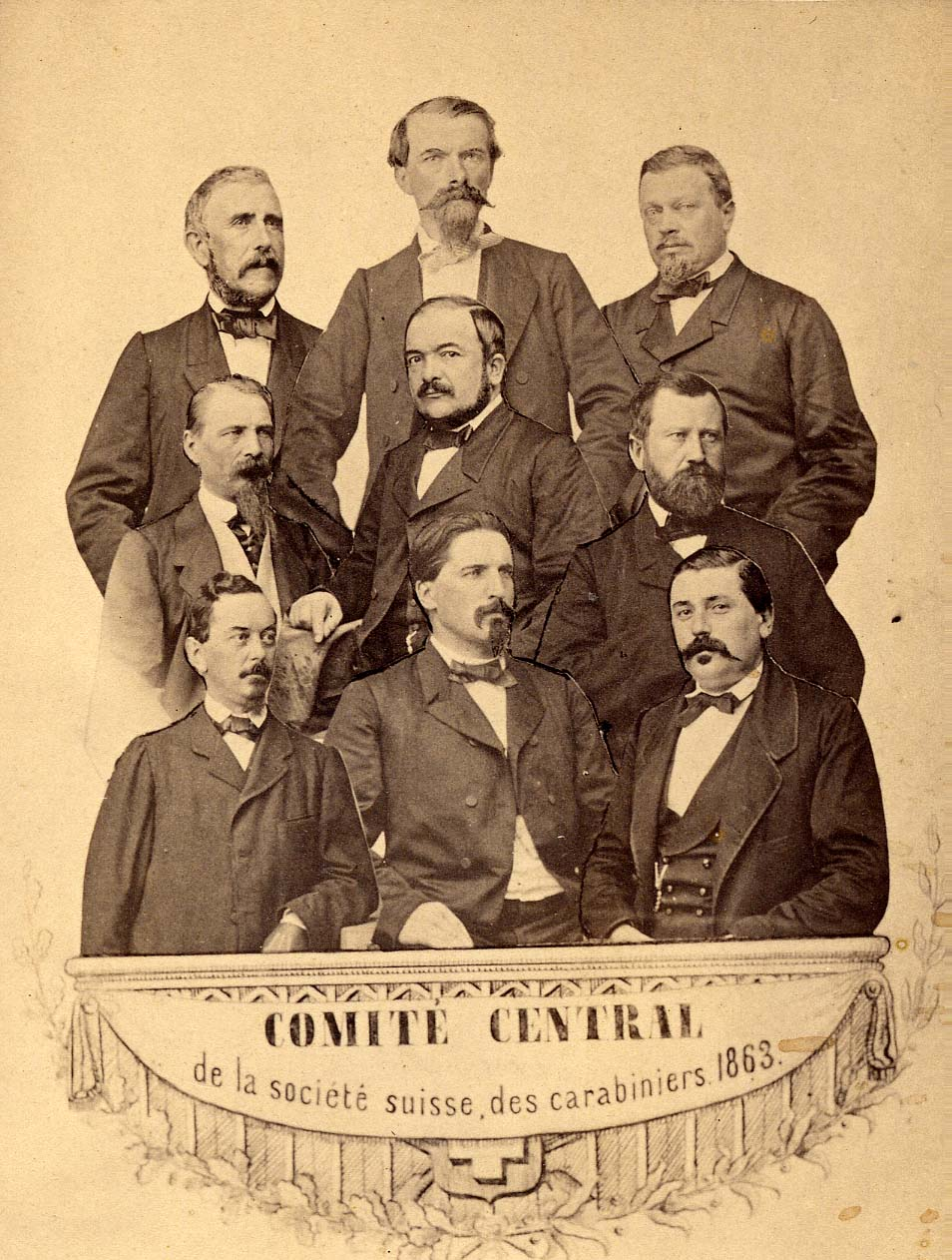
Comité central de la Société suisse des carabiniers en 1863.

Les tirs fédéraux sont organisés selon un tournus de deux à trois ans afin que chaque région de la Suisse puisse profiter de cette manifestation.
En 1861, La Chaux-de-Fonds nage en pleine crise économique et financière. Des membres de la société de tir chaux-de-fonnière des Armes-Réunies décident de se présenter pour organiser le tir de 1863 et concurrencer la ville de Schaffhouse. Lors du tirage au sort qui a lieu à Stans le 5 janvier 1862, La Chaux-de-Fonds est désignée pour organiser la fête de 1863.
Le comité chargé d’organiser le tir de 1863 est élu le 20 janvier 1862 et est composé de notables de La Chaux-de-Fonds. Le président est élu en la personne du docteur Gustave Irlet. Le rédacteur Auguste Cornaz est nommé secrétaire et le banquier Julien Robert caissier.
Le comité d’organisation chapeaute sept sous-comités – Finances, Construction et Décors, Tir, Cantine, Police, Logements et Réception – et a le dernier mot dans les décisions importantes.

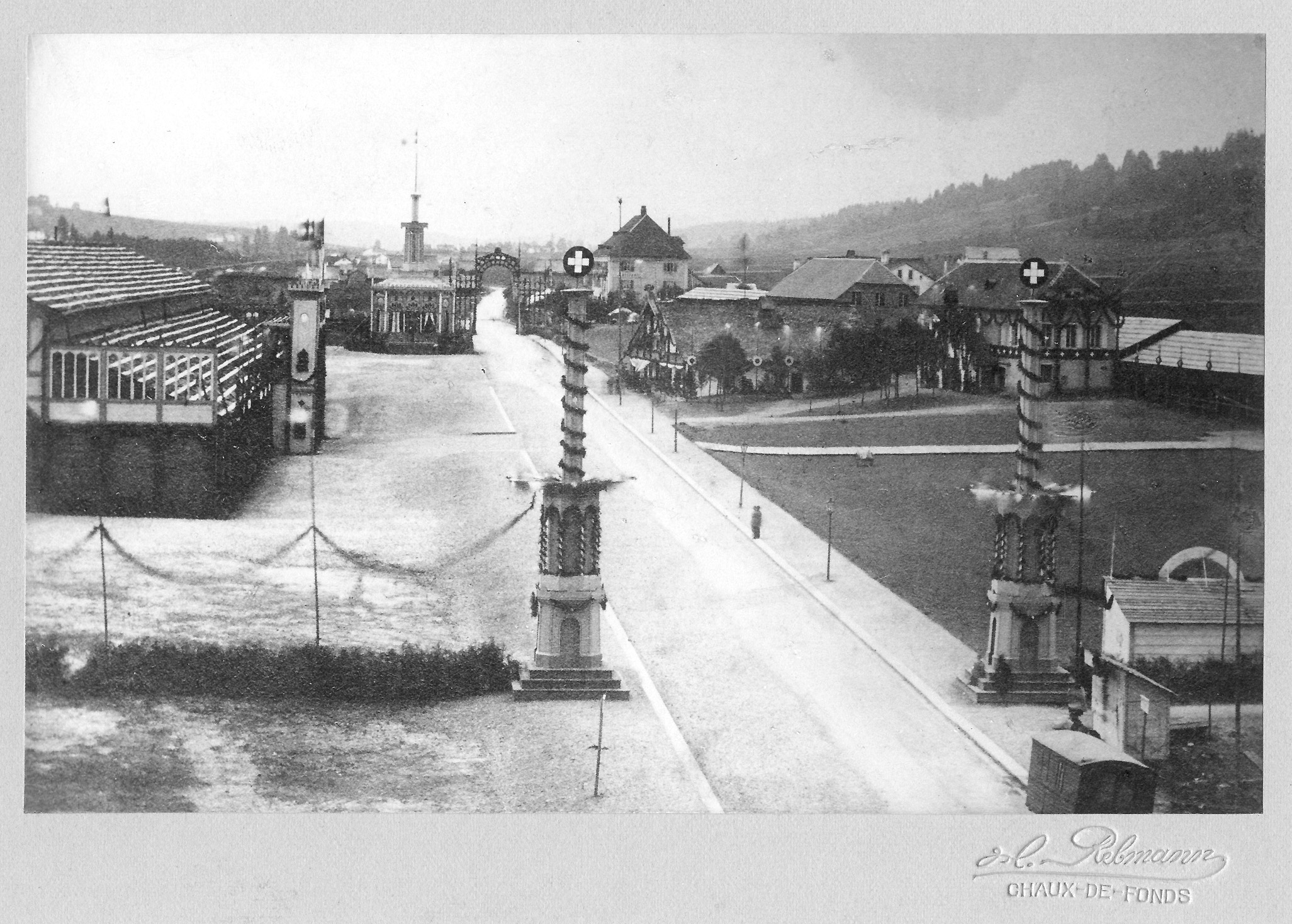
Le Tir fédéral de 1863 s'est tenu à l'emplacement du stand de tir de la société des Armes-Réunies, Léopold-Robert 74-78

Les membres des sous-comités sont choisis par leur président, sous réserve de l'approbation du comité d’organisation. Si les membres du comité d’organisation vivent tous à La Chaux-de-Fonds, ces derniers essaient de privilégier une diversité cantonale pour les membres des sous-comités.
Les premières séances du comité d’organisation se tiennent au Cercle national, organe du parti radical, puis dans un local loué.
Les préparatifs de la fête vont de janvier 1862 à  juillet 1863, les membres se réunissent en moyenne deux fois par semaine et il se tient près de cent vingt séances qui décident de la tournure de l’évènement. À côté de ces rencontres bihebdomadaires, les sous-comités tiennent également leurs propres réunions.

## Déroulement de la manifestation (12-22 juillet 1863)
Un tir fédéral se déroule selon un rituel immuable et celui de La Chaux-de-Fonds ne déroge pas à la tradition,.

Première manifestation, la bannière fédérale de la Société suisse des Carabiniers — association faîtière des sociétés de tir helvétiques — est amenée du lieu de la précédente fête fédérale de tir, en l’occurrence Stans en 1861, et est largement fêtée à son arrivée sur sol neuchâtelois le samedi 11 juillet,.

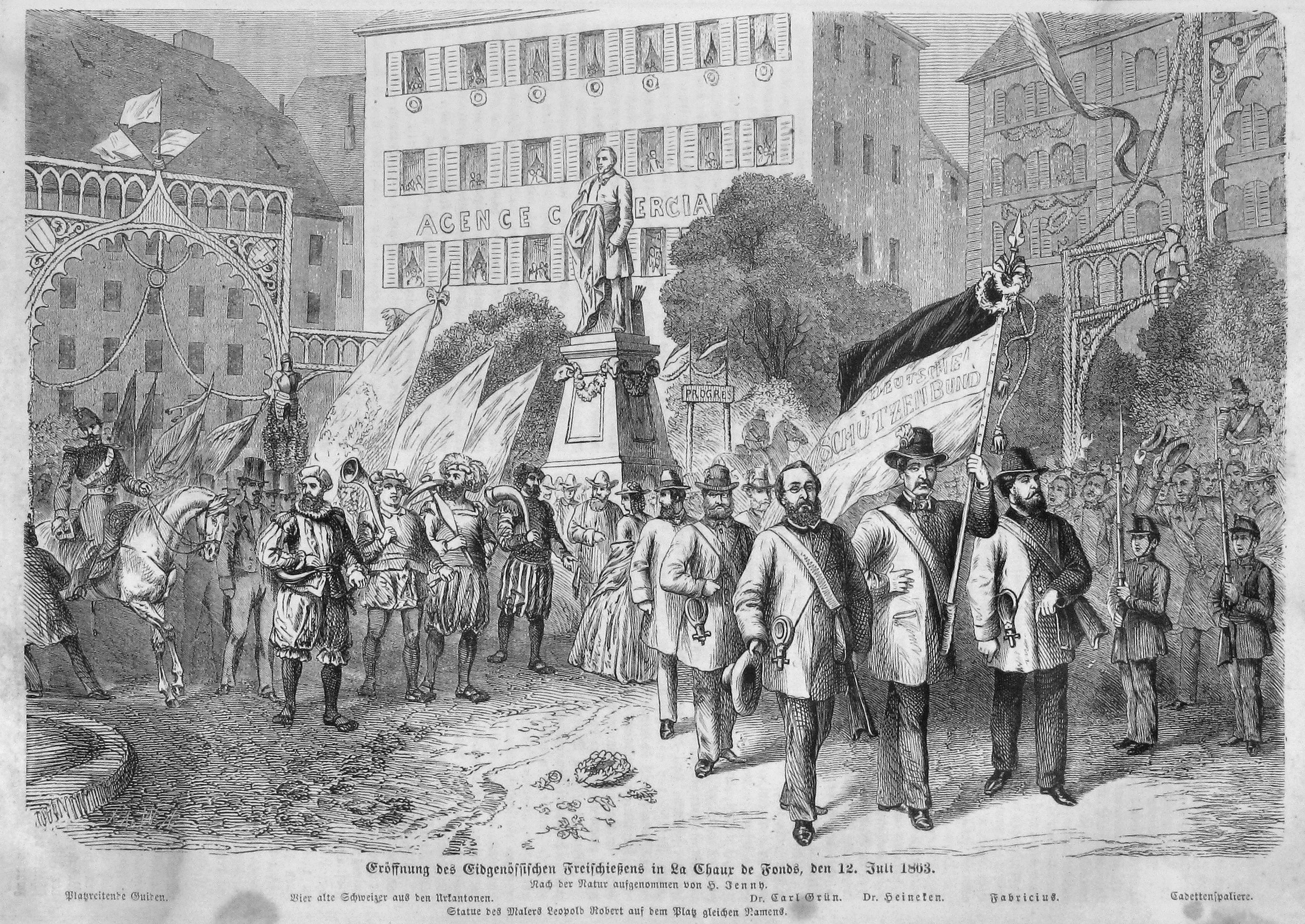
Ouverture du tir fédéral à La Chaux-de-Fonds le 12 juillet 1863. D'après une représentation de H. Jenny.

Les gares entre Le Landeron et La Chaux-de-Fonds, ainsi que la ville de Neuchâtel, sont vêtues de leurs plus beaux atours à cette occasion : drapeaux rouges et blancs, guirlandes de verdure ou encore arcs de triomphe. Pour arriver dans les Montagnes, les fêtards empruntent la nouvelle ligne ferroviaire du Jura-Industriel, inaugurée intégralement en 1860, qui profite de la publicité faite à l’évènement,.
Le dimanche 12 juillet, un cortège – composé des organisateurs, de notables neuchâtelois et de tireurs – escorte la bannière fédérale sur la place de la fête. Le Tir fédéral de 1863 est ouvert par la remise de cette dernière du président du Tir de Stans à celui du Tir de La Chaux-de-Fonds. Les premiers coups de carabine retentissent dès treize heures et continuent jusqu’à la clôture de la fête le mercredi 22 juillet.
Chaque jour à midi, le tir s’arrête et les participants rejoignent la cantine pour se restaurer et, peut-être, écouter des discours. Durant la fête, de nombreuses allocutions émaillent les festivités, que ce soit pour accueillir les députations de tireurs venues remettre leur propre bannière à un membre du comité de réception, lors d’excursions au Locle ou au Saut-du-Doubs ou encore le long discours qu’est le sermon patriotique déclamé par un pasteur vaudois le matin du dimanche 19 juillet,.

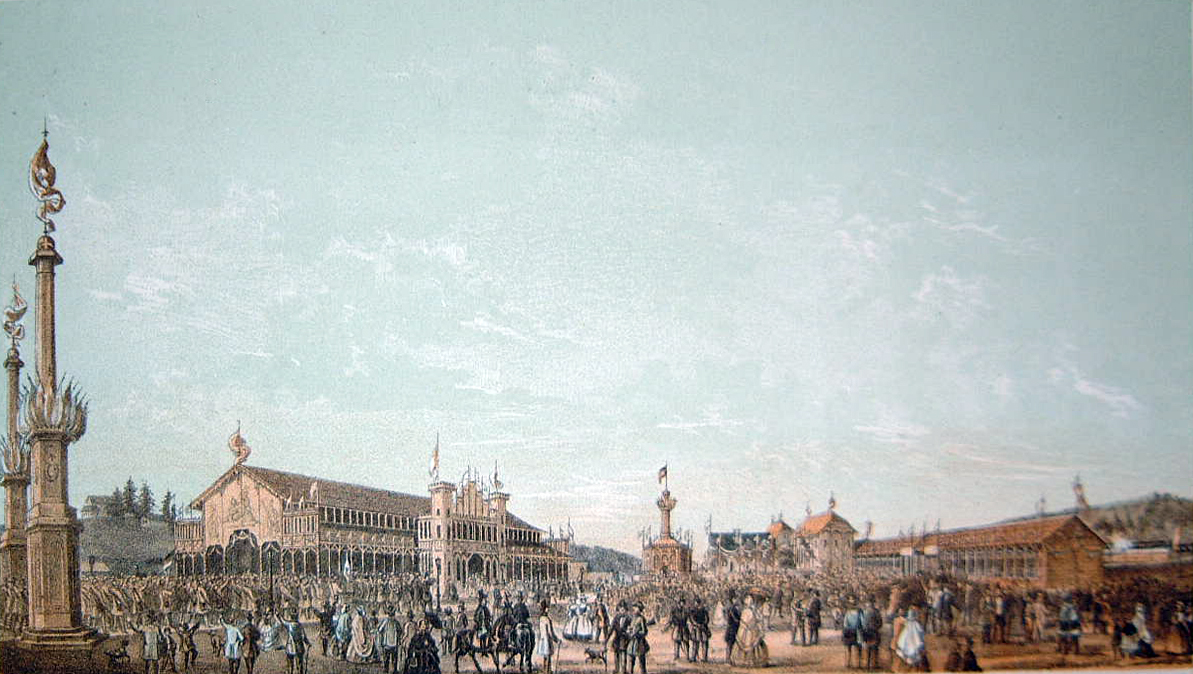
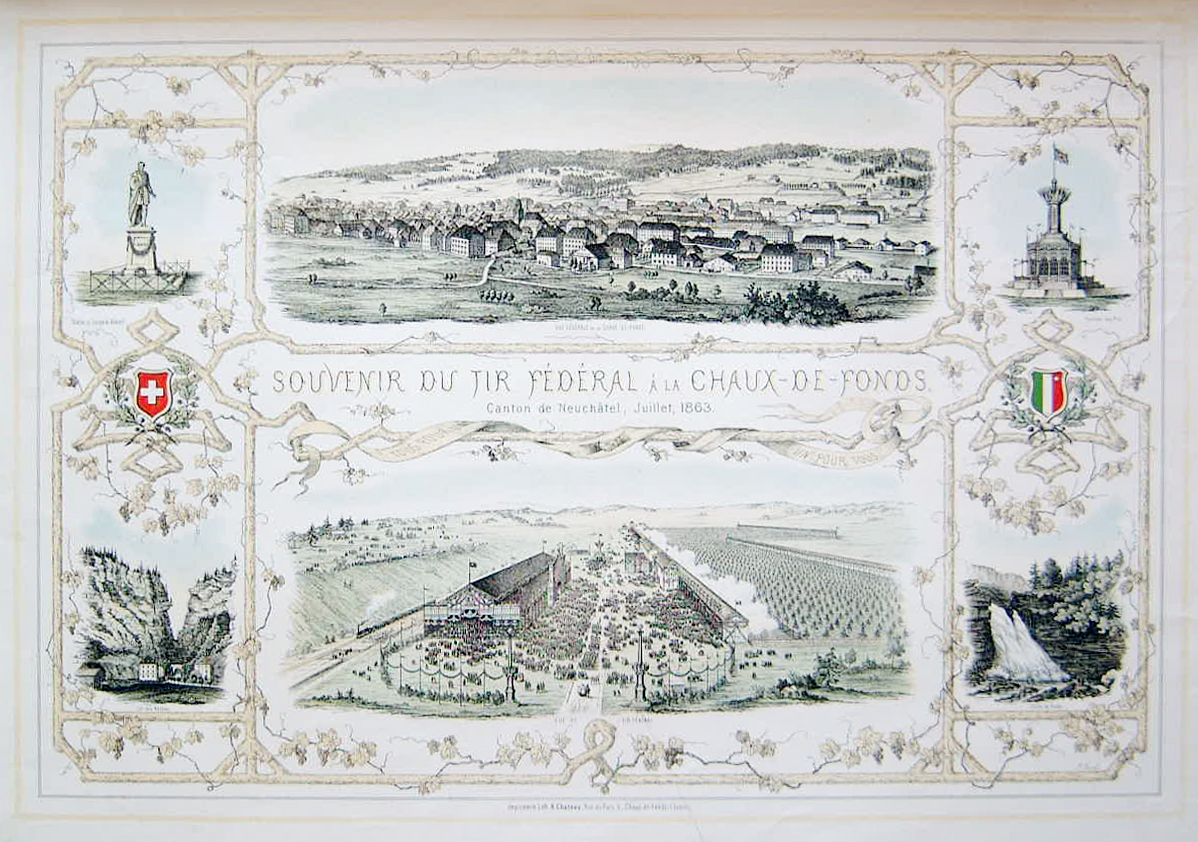
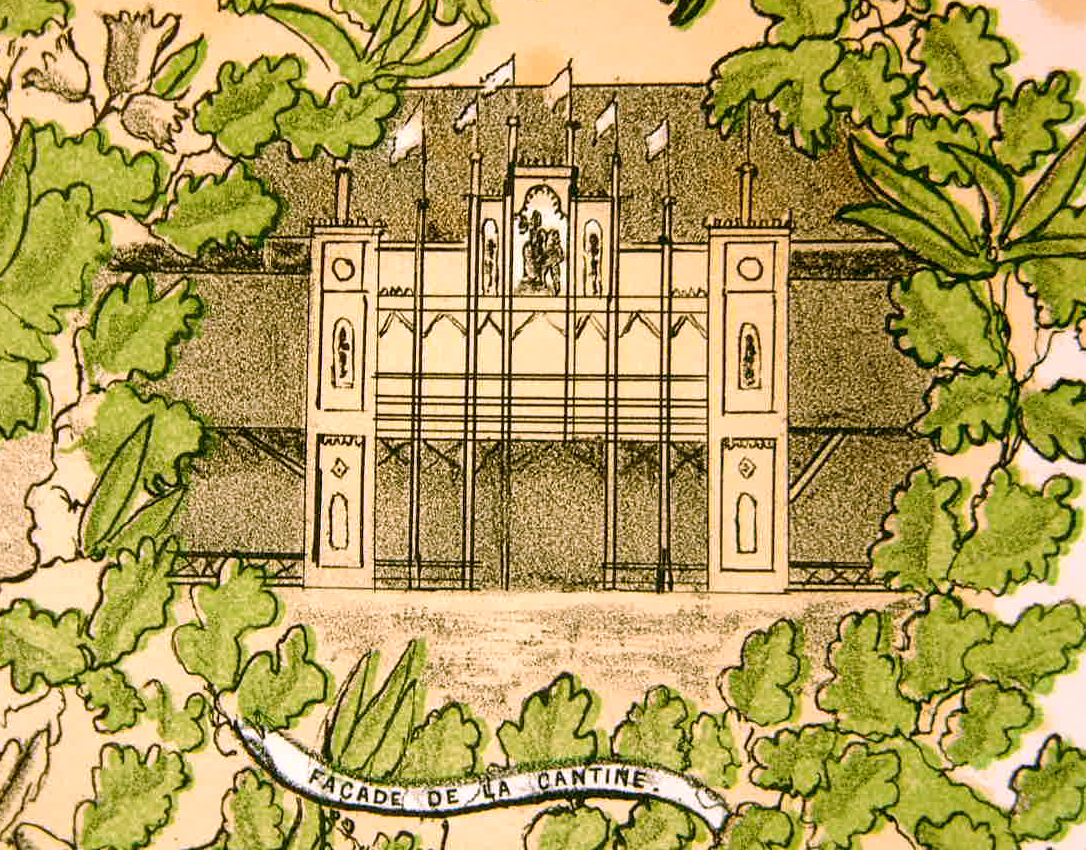
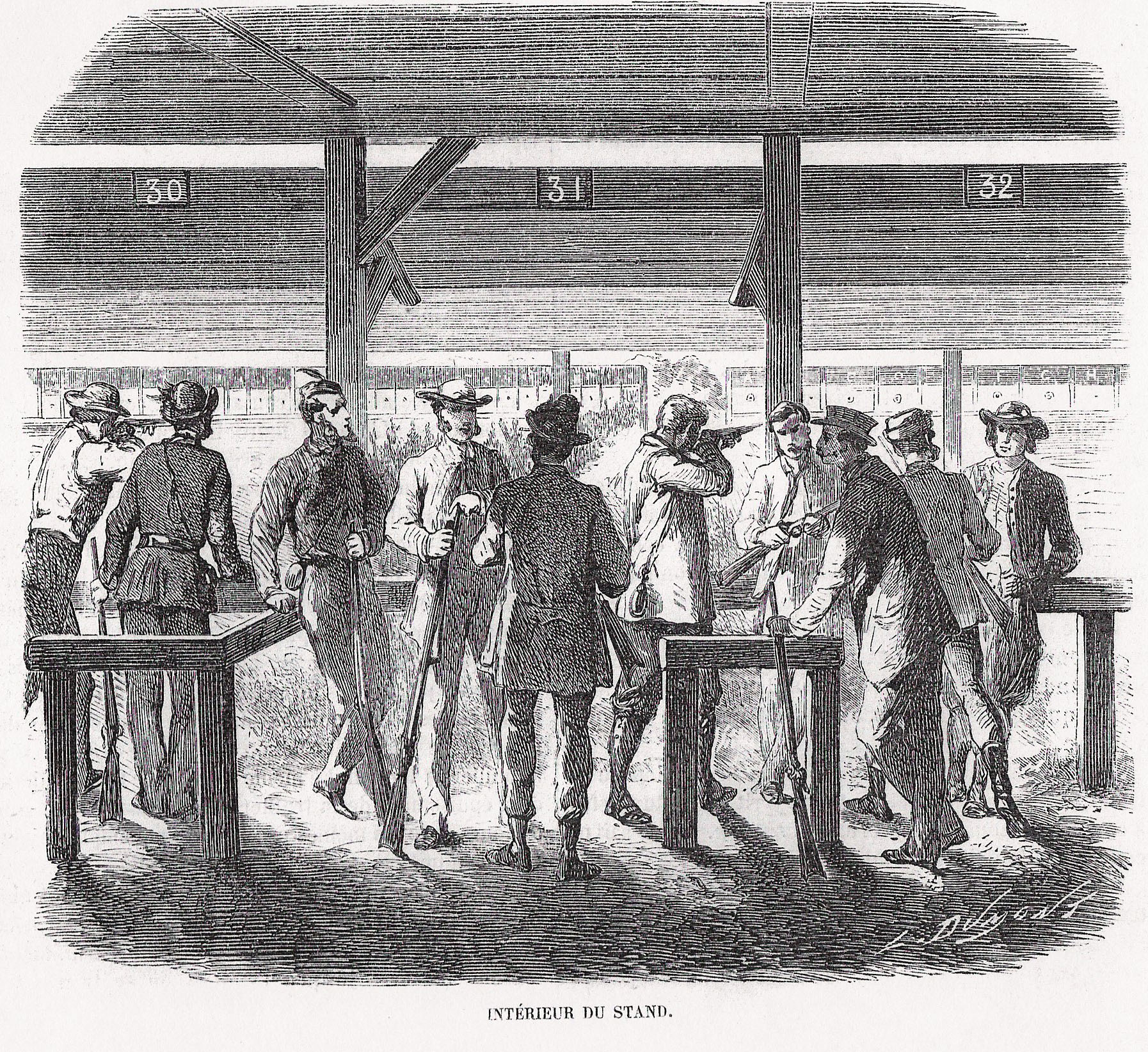
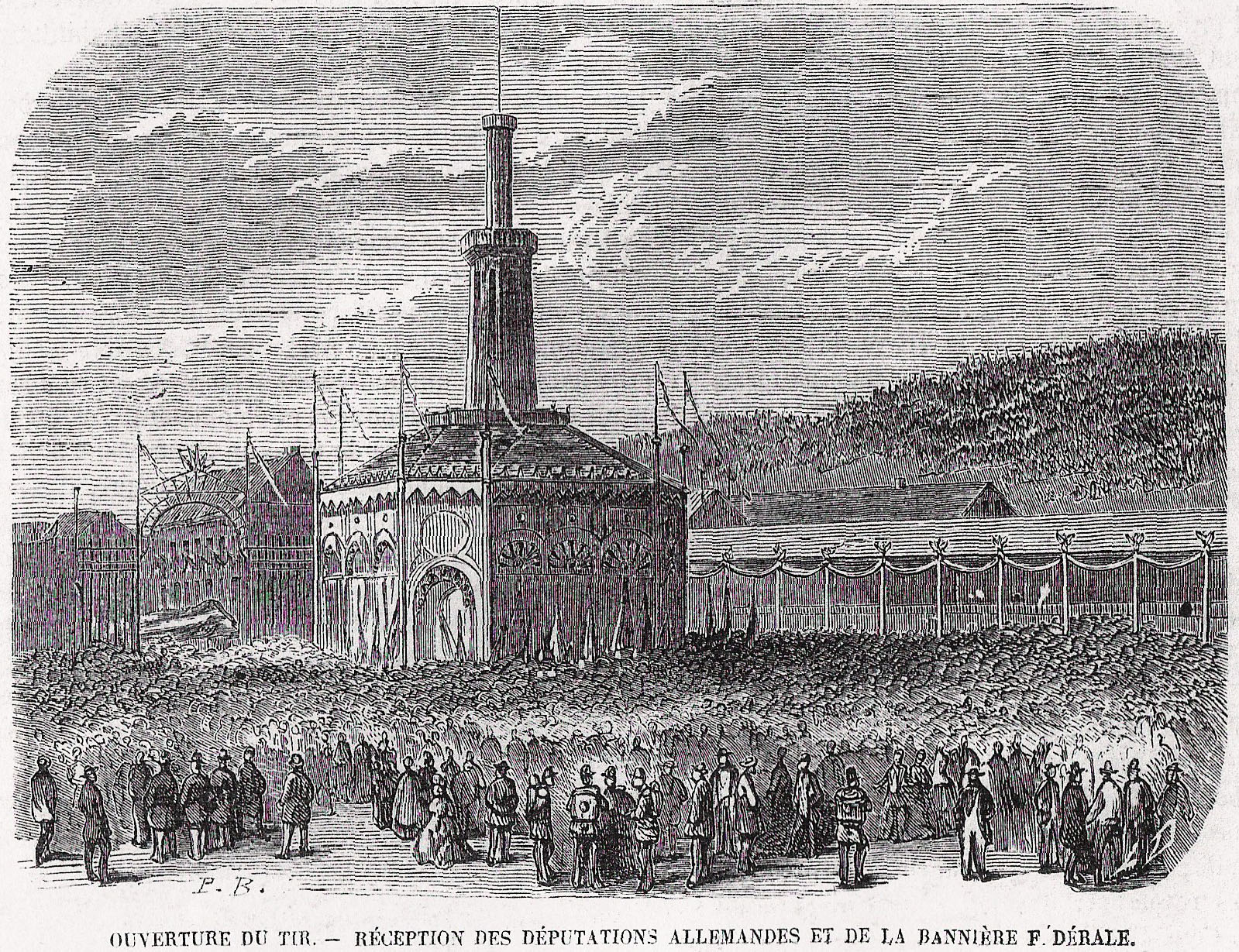

## Éléments patriotiques diffusés lors de la manifestation
Lors du tir de La Chaux-de-Fonds, l'idéologie nationale est véhiculée par une multitude de vecteurs : ambiance, discours et chants, iconographie présente sur de nombreux supports comme des affiches et peintures murales, gravures et brochures, cartons de tir, étiquettes de vin, coupes, monnaies, etc. Tout cela contribue à propager les composantes helvétiques des thèmes universels de la Liberté et du Progrès.
Tant parmi les organisateurs que parmi les orateurs, de nombreuses figures du radicalisme suisse et neuchâtelois de l’époque sont présentes à La Chaux-de-Fonds, à commencer par le Genevois James Fazy – créateur de la Genève moderne – ou par le Neuchâtelois Ami Girard – meneur, avec Fritz Courvoisier, de la marche du 1er mars 1848 entre La Chaux-de-Fonds et Neuchâtel.
Leurs discours, abondamment rapportés par la presse de l’époque et par les brochures souvenirs, minimisent les divergences de pensées et cherchent tous à fortifier l’amour de la patrie.

Ainsi, on fête à La Chaux-de-Fonds les héros mythiques de l'ancienne Confédération suisse – dont Guillaume Tell, le héros de Sempach Arnold de Winkelried et le chevalier neuchâtelois Baillod –, garants de la liberté du pays. De même, les Alpes, et leur rejeton jurassien, sont omniprésentes comme le berceau de la liberté où des gens simples ont été préservés des méfaits de la civilisation.

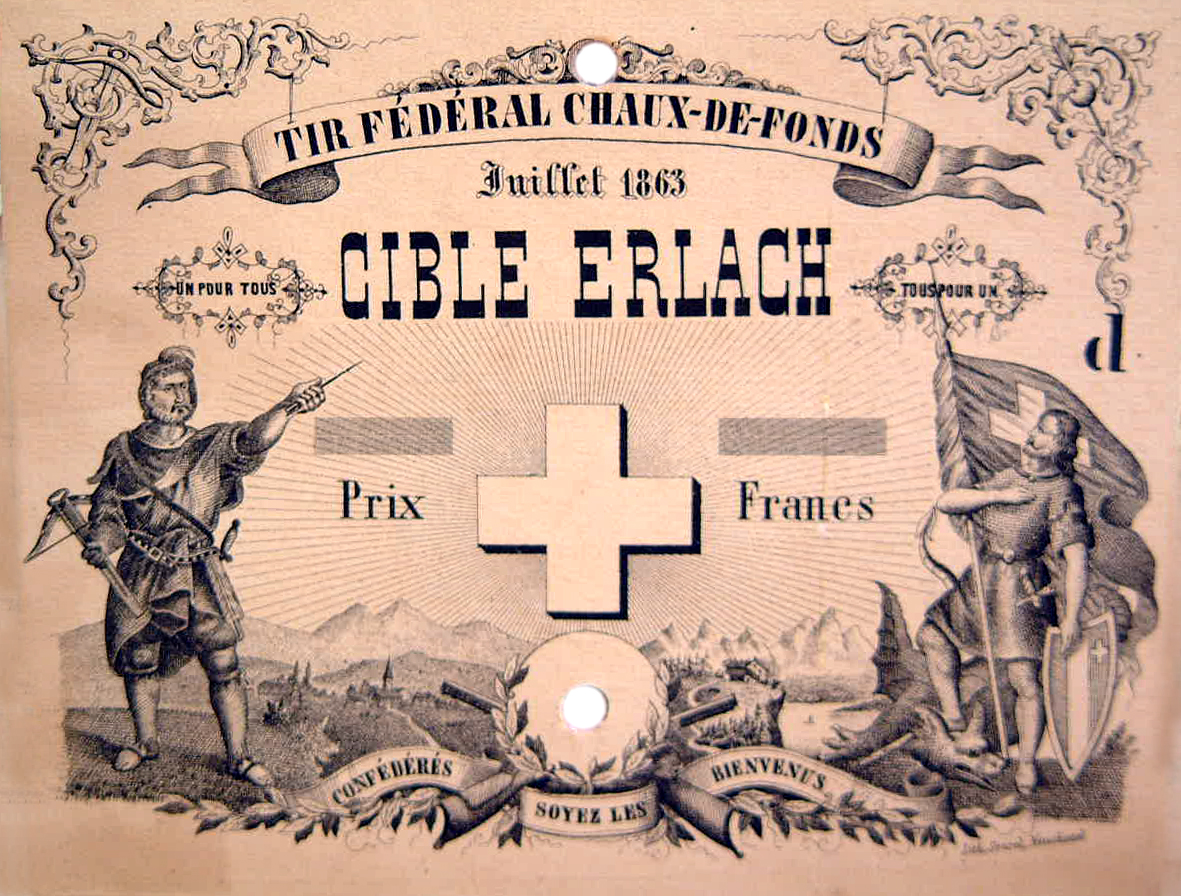
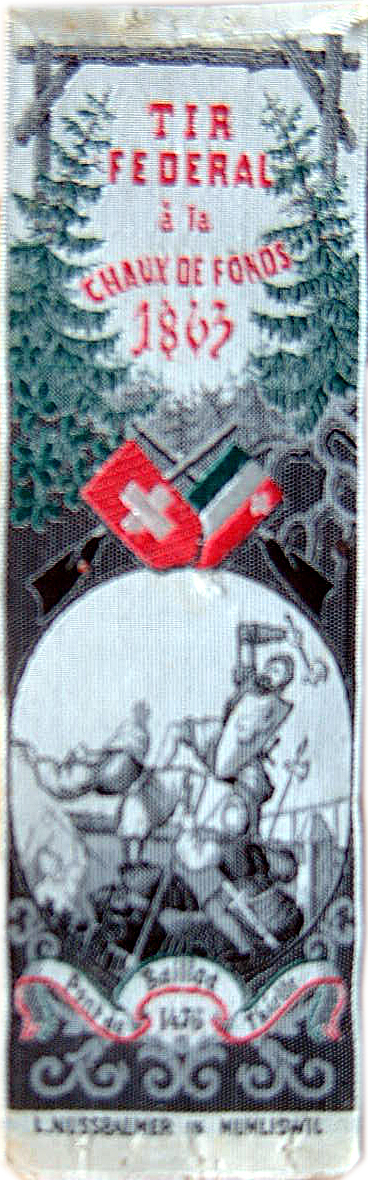
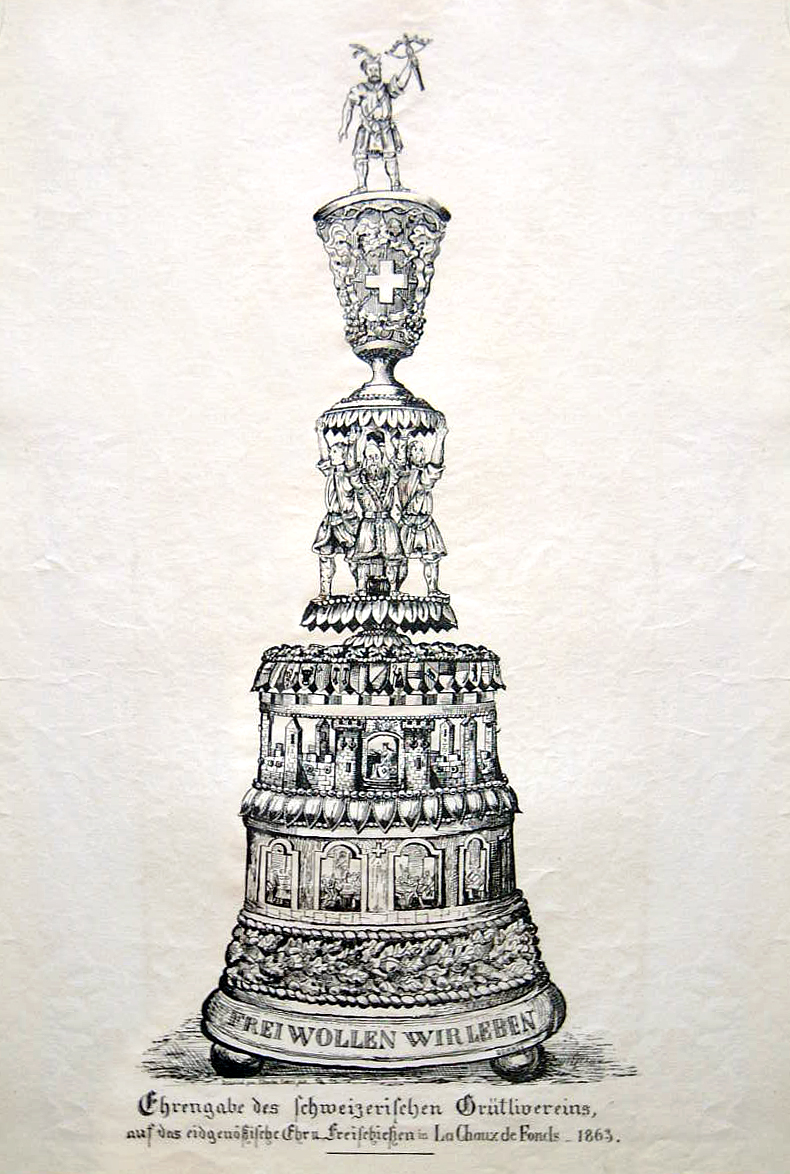

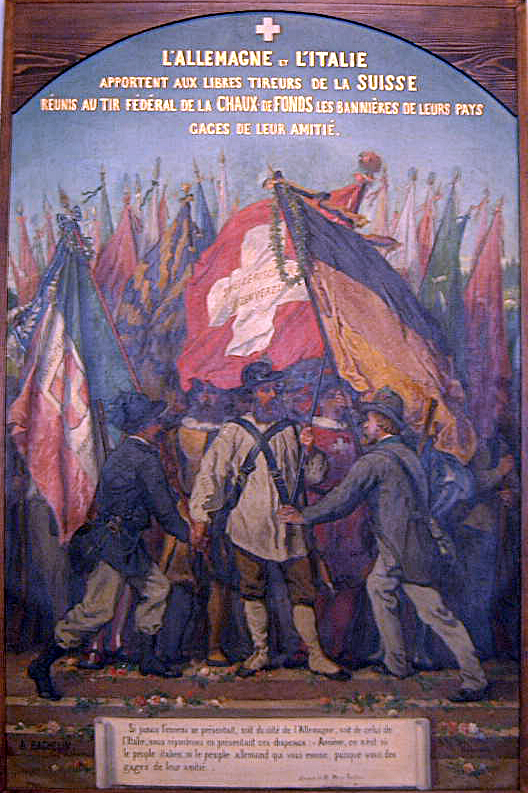

Par ailleurs, La Chaux-de-Fonds, grand « village » industriel voué à l'horlogerie, profite de cette tribune festive pour se vendre comme une ville moderne tout acquise au Progrès, avec l'arrivée du chemin de fer du Jura-Industriel quelques années auparavant et l'éclairage au gaz de la localité.
Pendant le tir, si La Chaux-de-Fonds accueille des tireurs de toute la Suisse – et même de l'étranger en offrant l'hospitalité aux Allemands et Italiens en plein combat pour leur unité –, les Confédérés ne manquent pas de saluer l'arrivée du canton de Neuchâtel dans la fratrie des vingt-deux cantons lors de la révolution de 1848,.

## Postérité
En 1863, à l'occasion du tir fédéral, la Grande-Rue est rebaptisée rue Léopold-Robert (en l'honneur du peintre chaux-de-fonnier) et marque le sens du développement urbain en parallèle de la ligne ferroviaire. Cette rue Léopold-Robert deviendra Avenue Léopold-Robert en 1888 et l'emblème de La Chaux-de-Fonds à l'occasion de l'inauguration de la Fontaine monumentale.

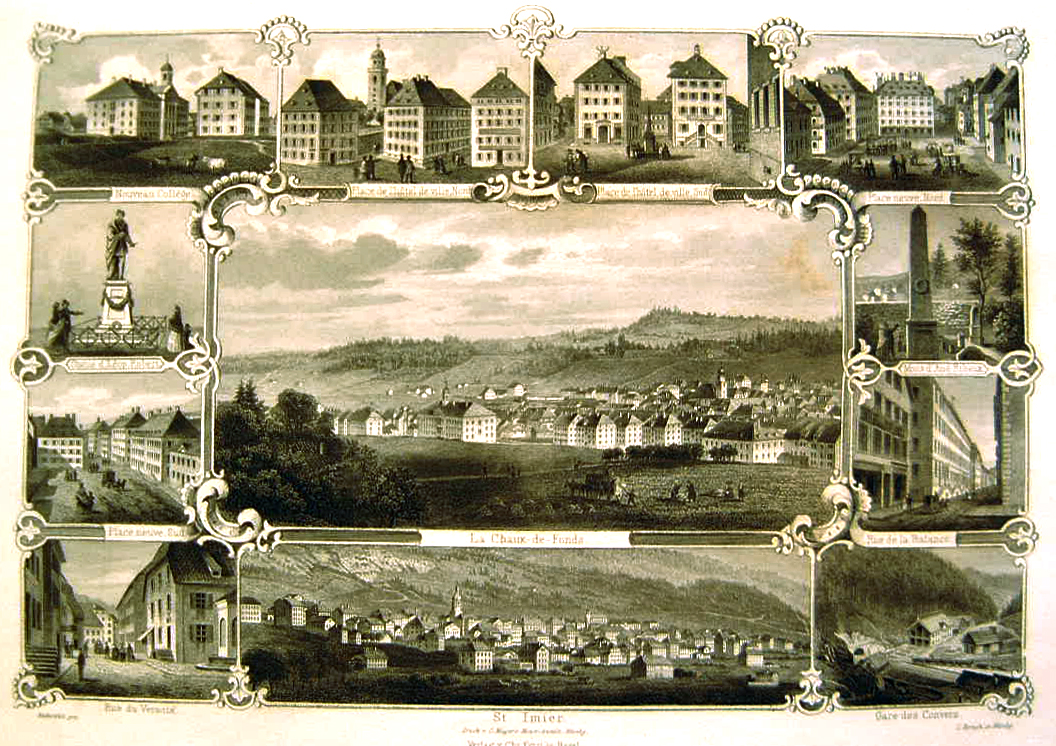

Une statue monumentale en plâtre du peinte Léopold Robert se trouvait au début de cette rue, en face de l'Hôtel de la Fleur de Lys. Cette statue a été déplacée dans un collège et n'a pas été retrouvée.
Une rue de La Chaux-de-Fonds a été nommée Rue du Tir Fédéral en direction de Pouillerel.